# A Modest Hero
A Modest Hero é um filme mudo norte-americano de 1913 em curta-metragem, do gênero drama, dirigido por Dell Henderson e D. W. Griffith.